# Finding Paradise
Finding Paradise é um jogo RPG de aventura desenvolvido e publicado pela Freebird Games. É a sequência dos jogos To the Moon e A Bird Story, continuando a história envolvendo os doutores Neil Watts e Eva Rosalene enquanto eles procuram realizar um desejo de Colin Reeds, muito idoso para deixar sua cama. Como seus antecessores, o jogo apresenta relativamente poucos elementos de jogabilidade, esta centrada em puzzles, com a possibilidade de o jogador utilizar ambos os doutores para resolvê-los para reconstruir as memórias de Colin e cumprir seu último desejo antes de morrer.
Finding Paradise foi completamente projetado, escrito e composto pelo projetista (designer) canadense Kan Gao, usando o RPG Maker como motor gráfico. O desenvolvimento do jogo teve início em 2015, tendo sido lançado para Microsoft Windows, macOS, e Linux no dia 14 de dezembro de 2017.

## Jogabilidade
A jogabilidade de Finding Paradise é semelhante àquela encontrada no primeiro jogo da série, To the Moon, igualmente feito através o RPG Maker. Ele funciona como um típico RPG, porém sem um sistema de inventário, grupo e batalha. Devido o foco do jogo centrar em um estilo história, a maioria da gameplay desenvolve-se através da solução de puzzles para restaurar as memórias de Colin. Isso é feito interpretando informação e sentindo suas emoções, e encontrando maneiras de aprofundar-se em suas memórias para descobrir a verdade por de trás de seu desejo, tudo isso com uma máquina que conecta os doutores ao cérebro de Colin. O jogo progride ao jogador achar objetos significantes ou recordações para coletar energia deles e ir se conectando a memórias cada vez mais distantes, até chegar no começo de sua infância. Ocasionalmente, pode-se desconectar da máquina e andar pela casa de Colin, no presente, para explorar e procurar por informações.

## Desenvolvimento e Lançamento
Foi desenvolvido e publicado pela Freebird Games para Microsoft Windows, macOS, e Linux pelo projetista canadense Kan Gao. Criado usando o motor RPG Maker, o desenvolvimento começou em 2015, um ano depois do lançamento de A Bird Story. Foi originalmente marcado para ser lançado na metade de 2017, mas foi atrasado por problemas pessoais na vida de Gao. Foi lançado no dia 14 de dezembro de 2017.